# Отто Фершнер
Отто Фершнер (нім. Otto Förschner; 4 листопада 1902, Дюрренціммерн, Нердлінген, Німецька імперія — 28 травня 1946, Ландсберзька в'язниця) — штурмбанфюрер СС, комендант концтабору Дора-Міттельбау.

## Біографія
Отто Фершнер народився 4 листопада 1902 року в селянській родині. Юнацькі роки провів на батьківській фермі в Баварії. З 1922 року проходив службу в райхсвері, після закінчення якої в березні 1934 року вступив у частини спеціального призначення військ СС. У 1937 році вступив у НСДАП. З 1 квітня 1934 по 1 грудня 1936 року відвідував юнкерську школу СС у Бад-Тельці, потім командував 3-м батальйоном штандарта СС «Німеччина», спочатку у Вольтердінгене, а пізніше в Радольфцеллі, де був дислокований батальйон, і де він був командиром 12-ї роти. Потім був переведений у 12-у роту штандарта СС «Дер фюрер». З початку польської кампанії по 1 липня 1940 року служив у 4-й роті танкової дивізії СС «Лейбтштандарт Адольф Гітлер». Надалі брав участь у боях на Східному фронті в складі 5-ї танкової дивізії СС «Вікінг».
Після отриманого на війні поранення навесні 1942 року був переведений до концтабору Бухенвальд, де став командиром охоронного корпусу. З вересня 1943 року був коммандофюрером і керуючим філією концтабору Бухенвальд Дора. З початку жовтня 1943 року керував Міттельверком — фірмою з виробництва зброї відплати. У квітні 1944 року його пост зайняв Георг Рікгай. Після реструктуризації заводу в його обов'язки, як керівника входили контроль за заходами безпеки і роботи, а також запобігання актів саботажу. Його тимчасовим ад'ютантом був Генріх Детмерс. З жовтня 1944 року був комендантом концтабору Дора-Міттельбау, на посаді якого пробув до січня 1945 року. Його наступником став Ріхард Баєр.
З 1 лютого 1945 року був начальником мережі таборів Кауферінг, де відповідав за проведення евакуації ув'язнених у кінці квітня 1945. У кінці квітня 1945 року був заарештований військовослужбовцями американської армії.
З 15 листопада 1945 року був обвинуваченим на процесі за справою про злочини в концтаборі Дахау, проведеним американським військовим трибуналом. 13 грудня 1945 року був засуджений до смертної кари через повішення. У вироку було зазначено на те, що Фершнер бив ув'язнених, керував виконанням покарань і вбив одного ув'язненого шматком залізної труби. Вирок був приведений у виконання 28 травня 1946 року в Ландсберзькій в'язниці.

## Сім'я
У 1931 році Фершнер одружився, у подружжя народилося двоє дітей.